# Manuel Osborne-Paradis
Manuel Osborne-Paradis (North Vancouver, 8 februari 1984) is een Canadees alpineskiër. Hij vertegenwoordigde zijn vaderland op de Olympische Winterspelen 2006, 2010, 2014 en 2018.

## Carrière
Osborne-Paradis maakte zijn internationale doorbraak bij de wereldkampioenschappen voor junioren van 2004 in Maribor door op de Super G de zilveren medaille te winnen.
In januari 2005 debuteerde hij in de wereldbeker met een veertiende plaats op de afdaling in Chamonix, hiermee scoorde hij direct wereldbekerpunten. Op de wereldkampioenschappen alpineskiën 2005 in Bormio eindigde de Canadees als zeventiende op de combinatie en als negentiende op de afdaling. Tijdens de Olympische Winterspelen van 2006 in Turijn eindigde Osborne-Paradis als dertiende op de afdaling en als twintigste op de Super G.
In november 2006 stond hij in Lake Louise voor de eerste maal in zijn carrière op het podium van een wereldbekerwedstrijd. In Åre nam de Canadees deel aan de wereldkampioenschappen alpineskiën 2007. Op dit toernooi eindigde hij als negende op de afdaling. Op de wereldkampioenschappen alpineskiën 2009 in Val d'Isère wist Osborne-Paradis niet te finishen op zowel de afdaling als de Super G. Op 6 maart 2009 vierde hij op de afdaling van Kvitfjell zijn eerste wereldbekeroverwinning na hiervoor al vier keer op het podium te hebben gestaan. Tijdens de Olympische Winterspelen van 2010 in Vancouver eindigde de Canadees als zeventiende op de afdaling, op de Super G bereikte hij de finish niet.
Op de wereldkampioenschappen alpineskiën 2013 in Schladming eindigde Osborne-Paradis als zestiende op de Super G en als achttiende op de afdaling. Tijdens de Olympische Winterspelen van 2014 in Sotsji eindigde hij als 24e op de Super G en als 25e op de afdaling.
In Beaver Creek nam de Canadees deel aan de wereldkampioenschappen alpineskiën 2015. Op dit toernooi eindigde hij als 21e op de afdaling, op de Super G wist hij niet te finishen. Op de wereldkampioenschappen alpineskiën 2017 in Sankt Moritz veroverde Osborne-Paradis de bronzen medaille op de Super G, op de afdaling eindigde hij op de 31e plaats. Tijdens de Olympische Winterspelen van 2018 in Pyeongchang eindigde hij als veertiende op de afdaling en als 22e op de Super G, op de alpine combinatie bereikte hij de finish niet.

## Resultaten

### Olympische Spelen
| Jaar | Plaats      | Resultaten                               |
| ---- | ----------- | ---------------------------------------- |
| 2006 | Turijn      | 13e Afdaling 20e Super G DNS Combinatie  |
| 2010 | Vancouver   | 17e Afdaling DNF Super G                 |
| 2014 | Sotsji      | 25e Afdaling 24e Super G                 |
| 2018 | Pyeongchang | 14e Afdaling 22e Super G DNF1 Combinatie |

### Wereldkampioenschappen
| Jaar | Plaats       | Resultaten                  |
| ---- | ------------ | --------------------------- |
| 2005 | Bormio       | 17e Combinatie 19e Afdaling |
| 2007 | Åre          | 9e Afdaling                 |
| 2009 | Val d'Isère  | DNF Afdaling DNF Super-G    |
| 2013 | Schladming   | 16e Super G 18e Afdaling    |
| 2015 | Beaver Creek | 21e Afdaling DNF1 Super G   |
| 2017 | Sankt Moritz | Super G · 31e Afdaling      |

### Wereldbeker
Eindklasseringen
| Seizoen   | Algm | AD  | SG  | SC  |
| --------- | ---- | --- | --- | --- |
| 2004/2005 | 93e  | 37e | 50e | -   |
| 2005/2006 | 77e  | 29e | 45e | 40e |
| 2006/2007 | 38e  | 12e | -   | -   |
| 2007/2008 | 32e  | 6e  | 33e | -   |
| 2008/2009 | 25e  | 5e  | 30e | -   |
| 2009/2010 | 16e  | 4e  | 9e  | -   |
| 2010/2011 | 60e  | 28e | 27e | -   |
| 2011/2012 | -    | -   | -   | -   |
| 2012/2013 | 43e  | 13e | 30e | -   |
| 2013/2014 | 41e  | 18e | 27e | -   |
| 2014/2015 | 33e  | 14e | 25e | -   |
| 2015/2016 | 54e  | 21e | 33e | -   |
| 2016/2017 | 29e  | 11e | 20e | -   |
| 2017/2018 | 41e  | 17e | 24e | -   |

Wereldbekerzeges
| Datum            | Plaats      | Onderdeel |
| ---------------- | ----------- | --------- |
| 6 maart 2009     | Kvitfjell   | Afdaling  |
| 29 november 2009 | Lake Louise | Super-G   |
| 19 december 2009 | Val Gardena | Afdaling  |